# 土默特部
土默特部是13世纪以来的蒙古部落。目前主要生活在呼和浩特，一部分生活在辽宁西部，大多數從事定居農業。「土默特」這個名稱源於「万户制」。

## 歷史

### 秃馬惕部
在9-13世紀，土默特的名称源于生活在貝加爾湖一帶的秃馬惕，是林中百姓一部分。因反成吉思汗手下豁兒赤與殺了博爾忽，後被安置漠南一帶。

### 黄金家族的土默特部
土默特说法在15世纪末叶见于史书，16世纪初达延汗统一东蒙古，土默特作为右翼三万户之一，之后由达延汗的孙子俺答及其後代统领。土默特万户有所谓十二土默特：“多罗土蛮、满官嗔、委兀慎、兀甚、叭要、兀鲁、土（王）吉剌”诸部，分左右翼。16世纪中叶，土默特占据丰州滩（今呼和浩特一带）控制蒙古右翼，排挤左翼，俺答建立“大明金国”後，被明朝封为顺义王，在蒙古推广黄教，向外扩张势力，一部迁居青海。17世纪初土默特衰落后，一支东迁至辽西，为清代土默特右翼旗的前身；1628年丰州滩的土默特部被蒙古末代大汗林丹汗所率的察哈爾部击溃，1632年（明崇禎五年、後金天聪六年）降附皇太极，清代称歸化城土默特；同年，青海地区的土默特被外喀尔喀的绰克图台吉残破。
一部分土默特部蒙古人由星根達爾漢率領，因攻占世居扈倫國張城那拉氏的領地而改姓那拉，其後部眾遷居葉赫河，因而號「葉赫國」，成為女真葉赫部組成部分。
另一部分土默特部蒙古人由部落首领鄂木布楚瑚尔率领，东迁至辽西一带，後于清初依附于后金，被编为土默特左、右翼扎萨克旗。即今朝阳市、阜新市境内。

## 君主列表
| 肖像 | 尊號                       | 名諱     | 在世時間                    | 在位時間              |
| ---- | -------------------------- | -------- | --------------------------- | --------------------- |
|      | 濟農                       | 袞必里克 | 1506年－1542年              | 1533年－1542年        |
|      | 索多汗 土谢图彻辰汗 格根汗 | 俺答     | 1508年1月2日－1582年2月26日 | 1542年－1582年2月26日 |
|      | 彻辰汗                     | 辛愛     | ？－1586年                  | 1582年－1586年        |
|      | 彻辰汗                     | 那木大   | ？－1607年5月15日           | 1586年－1607年5月15日 |
|      | 彻辰汗                     | 卜失兔   | ？－？                      | 1613年－1628年        |
|      | －                         | 俄木布   | ？－？                      | 1628年－1634年        |

## 延伸阅读
[在维基数据编辑]
 《清史稿/卷518》，出自趙爾巽《清史稿》